# Lubomír Šik
Lubomír Šik (* 2. února 1928) je regionální historik zabývající se především historií města Litovel. Má technické vzdělání a většinu života pracoval v podniku Tesla Litovel. Ačkoliv byl v té době také kulturně činný, publikovat začal až po odchodu do penze roku 1988.

## Život
Otec Lubomíra Šika byl drobný živnostník židovské národnosti, majitel obchodu s textilem. Během druhé světové války měl být transportován do některého z koncentračních táborů, ovšem zemřel dříve, než k tomu došlo. Matka byla uvězněna a Lubomír Šik, který musel z důvodu otcova původu předčasně ukončit studium na litovelském gymnáziu, zůstal doma jen se svou sestrou. Do konce války se pak vyučil zámečníkem.
Po válce vystudoval průmyslovou školu v Šumperku. Maturoval v roce 1949, ovšem v novém režimu nebylo myslitelné, že by jako syn živnostníka mohl pokračovat ve studiu na vysoké škole. Jeho prvním zaměstnáním byla práce v litovelském podniku na výrobu gramofonů Křižík, později přejmenovaného na Tesla Litovel. Mimo své zaměstnání se věnoval také divadlu a působil ve výboru Spojeného závodního klubu Tesla Litovel. Byl předsedou litovelského fotokroužku – nejprve při podniku Křižík (Tesla) a později v rámci Sdruženého závodního klubu ROH. Koncem 60. let 20. století vedl místní organizaci Junáka. Věnoval se také přednáškové činnosti, ovšem po roce 1968 v období normalizace mu z důvodu jeho angažovanosti ve skautském hnutí nebylo umožněno se dále účastnit veřejného života, a tak na své přednášky z oblasti historie a umění mohl znovu navázat až koncem 70. let. Stále pracoval v podniku Tesla Litovel, který opustil až při odchodu do penze roku 1988.
Následujícího roku se stal zakládajícím členem litovelské organizace Občanského fóra a roku 1990 byl zvolen za člena městské rady. Také se stal městským kronikářem a pomáhal založit Litovelské noviny, jichž se zároveň stal prvním šéfredaktorem a které vedl do roku 1994. Roku 2005 byl jedním ze zakládajících členů Muzejní společnosti Litovelska, v jejímž výboru pak působil až do roku 2009.

## Publikační činnost
Svou první knihu vydal krátce po odchodu do penze začátkem roku 1989 a věnoval ji dějinám svého bývalého zaměstnavatele, podniku Tesla Litovel. Publikace Historie gramofonové výroby v Litovli byla vydána u příležitosti 40. výročí firmy a její první vydání vyšlo jen v počtu několika výtisků.
O několik let později vyšly Lubomíru Šikovi Litovelské paměti, které byly první knihou zabývající se komplexně historií Litovle od roku 1903, kdy Viktor Pinkava publikoval Litovelský okres jako jeden ze svazků rozsáhlého cyklu Vlastivěda moravská. Následně Lubomír Šik vydal ještě několik dalších knih zabývajících se místními dějinami, mezi nimi podrobnou třísvazkovou publikaci Litovel ve 20. století.

## Ocenění
V lednu 2010 byl Lubomír Šik jmenován doživotním čestným členem Muzejní společnosti Litovelska. 29. října 2012 byl za svou popularizaci dějin města oceněn titulem Osobnost Litovle.